# Sphenostylis schweinfurthii
Espèce
Synonymes
- Sphenostylis schweinfurthii subsp. schweinfurthii[1]

Sphenostylis schweinfurthii est une espèce de plantes à fleurs de la famille des Fabaceae et du genre Sphenostylis, présente en Afrique tropicale.
Son épithète spécifique schweinfurthii rend hommage au botaniste allemand Georg August Schweinfurth, explorateur de l'Afrique.

## Distribution
L'espèce a été observée en Afrique subsaharienne, au Sénégal, au Niger jusqu'au Soudan et en Éthiopie, également en Angola.

## Utilisation
On ne lui connaît pas d'utilisation médicinale, mais la plante à l'état sauvage est parfois consommée par l'homme (graines, fleurs). Les fibres de la tige permettent de fabriquer des cordes. Les fleurs jaunes sont appréciées pour leurs qualités ornementales.

## Liste des sous-espèces
Selon Catalogue of Life (17 juin 2020) :
- sous-espèce Sphenostylis schweinfurthii subsp. benguellensis
- sous-espèce Sphenostylis schweinfurthii subsp. schweinfurthii